# Mesteren og Margarita
Mesteren og Margarita (russisk: Мастер и Маргарита, translit.: Master i Margarita) er en roman af den russiske forfatter Mikhail Bulgakov skrevet i Sovjetunionen mellem 1928 og 1940 i stalinæraen. En censureret udgave af romanen blev udgivet i magasinet Moskva i 1966–1967, efter forfatterens død. Manuskriptet blev herefter udgivet i bogform i Paris i 1967. En udgave med de dele, som censuren havde forbudt cirkulerede som samizdat, og denne version blev i 1969 trykt i bogform i 1967 i Frankfurt i Vesttyskland. Romanen er siden udgivet i flere lande.
I romanen besøger djævlen det officielt ateistiske Sovjetunionen. Mesteren og Margarita kombinerer overnaturlige elementer med satire og kristen filosofi, og er vanskelig at placere i en enkelt genre. Romanen er af flere kritikere anset som en af de bedste romaner i det 20. århundrede.

## Arbejdet med romanen og dens færdiggørelse
Mikhail Bulgakov skrev skuespil og romaner. Han påbegyndte romanen i 1928, men brændte det første manuskript i 1930 (ligesom romanens hovedperson "The Master" også gør), da han ikke kunne se en fremtid for sig selv som forfatter i Sovjetunionen som følge af landets omfattende undertrykkelse af intellektuelle og forfattere. Han begyndte igen på romanen i 1931. I begyndelsen af 1920'erne havde Bulgakov deltaget i et redaktionsmøde på en ateistisk avis. Det antages, at mødet inspirerede hans beskrivelse i romanen af ballet på Valborgsaften. Han færdiggjorde det andet udkast i 1936 og skrev senere yderligere fire andre versioner. Da Bulgakov ophørte med at skrive på romanen fire uger før sin død i 1940, havde romanen nogle uafsluttede sætninger og nogle løse ender.
Fem måneder før sin død udarbejdede Mikhail Bulgakov et testamente, hvori han overdrog sin hustru Elena Sergeevna Bulgakova at administrere manuskripterne. Elana Bulgakova brugte mere end tyve år på at færdiggøre Mesteren og Margarita. Ifølge litteraturkritikeren Georgij Lesskis indeholder teksten, som hun har udarbejdet, trods omhyggelig redigering, visse uoverensstemmelser - det drejer sig om farven på Wolands baret, navnet på tjeneren i restauranten "Griboedov" og nogle andre detaljer "som oftest ikke bemærkes af læserne".
Elena Sergeevna gjorde flere forsøg på at få romanen trykt. I 1940 udarbejdede hun en samling udvalgte værker med forord af litteraturkritikeren Pavel Popov, der beskrev Mesteren og Margarita som en roman, hvor "det virkelige og fantastiske er sammenflettet i de mest uventede former". Bogen blev dog aldrig udgivet. Hun forsøgte i 1946 gennem kontakter i den sovjetiske administration af få tilladelse, og fik i første omgang positive indikationer, men kort efter kom et dekret fra Organisationsbureauet for kommunistpartiets Centralkomite "Om magasinerne Zvezda og Leningrad ", som lagde hindringer i vejen for en række forfattere, og Elena Bulgakova fik herefter at vide, at "det ikke er tiden ...".

## Udgivelse
Efter Stalins død opstod et tøbrud i det sovjetiske samfund og i 1962 udgav et forlag Bulgakovs roman Monsieur de Molières liv; i forordet nævner Veniamin Kaverin Mesteren og Margarita som et værk, hvor "utrolige begivenheder finder sted i hvert kapitel", og at værket "for længst er påkrævet til udgivelse, da det i sin originalitet næppe har sin lige i verdenslitteraturen".
En censureret udgave med ca. 12% af teksten fjernet og andre dele af teksten ændret blev første gang trykt i litteraturmagasinet Moskva (nr. 11 i 1966 og nr. 1 i 1967). For en sikkerheds skyld blev udgivelsen forsynet med et godkendende forord af den af regimet vellidte forfatter Konstantin Simonov. Op til udgivelsen af første del af romanen i december 1966 havde censuren (Glavlit) været tavs i lang tid, men ved udgivelsen af første del tog Glavit kontakt til Moskvas vicechefredaktør og beskrev offentliggørelsen af romanen i magasinet Moskva som en ideologisk fejl: "overklassekategorier, obskurantisme, syg fantasi ... Bulgakov accepterede ikke noget fra det samfunds liv, som vi skabte i blod og sved". Til sidst besluttede censuren kun at tillade udgivelsen af den første del af romanen indtil videre, og med forkortelser; Magasinets redaktører udviste dog fasthed og udgav anden del af den allerede delvist censurerede roman i januarudgaven i 1967..
I den censurerede version var mere end 14.000 ord fjernet fra romanens tekst. Censuren havde bl.a. fjernet Wolands diskurser om moskovitter på Varietieteatrets scene; tjenestepigen Natasjas jaloux glæde mod sin elskerinde; Natasjas flugt på hendes nabo Nikolaj Ivanovitj, som hun havde forvandlet til en orne ved hjælp af Azazellos creme, Mesterens og Margaritas bekendelser om deres rastløshed og detaljer, der fortalte om heltindernes nøgenhed ved Wolands bal. I "samizdat"-udgaverne var imidlertid optrykt de udeladte passager, hvorved censurens aktiviteter blev afsløret.
Et manuskript blev smuglet fra Sovjetunionen til Paris, hvor forlaget YMCA Press, der var kendt for at havde trykt forbudte værker af Aleksandr Solsjenitsyn, udgav den første bogversion af Mesteren og Magarita i 1967. Den censurerede tekst udgivet i magasinet Moskva blev hurtigt oversat til estisk og i 1968 udgivet i en udgave, der er mange årtier var den eneste trykte udgave i Sovjetunionen.
I 1969 udgav det vesttyske forlag Posev en ikke-censureret udgave, hvor de tidligere censurerede passager var kursiveret. I USSR blev romanen først udgivet som bog på russisk i 1973. Forinden havde kommunistpartiets sekretariat udstedt et dekret "Om genoptrykning af kunstværker af M. Volosjin, O. Mandelstam, V. Ivanov, N. Kljuev, M. Bulgakov og andre forfattere fra 20'erne" dateret 7. juni 1972. Dekret var påstemplet "Hemmeligt". Dokumentet erklærede, at disse forfatteres og digteres bøger skulle udgives i 1973-1975 i "begrænsede oplag", med obligatoriske "indledende artikler og kommentarer, der giver en Marxistisk-Leninistisk vurdering af forfatterens arbejde".

## Handling
Romanen har to spor. Det ene spor foregår i Moskva i 1930'erne, hvor Satan dukker op som professor Woland. Han er ledsaget af Korovjev, en mærkværdigt klædt kammertjener, Behemoth, en sort kat, Azazello, en morder og Hella, en kvindelig vampyr. De henvender sig til den litterære elite og forfatternes forening Massolit, der holder til i den afdøde forfatter Griboedovs hus. Massolit består af korrupte sociale stræbere og deres kvinder, bureaukrater, udbyttere og kynikere. Det andet spor foregår i Jerusalem under Pontius Pilatus og kredser omkring Pilatus' retssag mod Jeshua Ha-Notsri (Jesus af Nazareth), Pilatus' erkendelse af et tilhørsforhold til (og åndeligt behov for) Jeshua, og hans modvillige accept af Jeshuas henrettelse.
Romanens første del begynder med med møde mellem Berlioz (lederen af Massolit) og Woland, der forudsiger, at Berlioz vil dø senere på dagen. Berlioz afviser profetien som vanvid, men omkommer som professoren har forudsagt. Wolands profeti overværes af Ivan Nikolaevitj Ponyrjov, en ung entusiastisk digter, der skriver under pseudonymet Ivan Bezdomnyj ("Ivan Hjemløs"). Hans forgæves forsøg på at fange Woland og dennes følge og hans advarsler om gruppens onde hensigter fører Ivan til et psykiatrisk hospital, hor han møder Mesteren, en bitter forfatter. Afvisningen af Mesterens roman om Pontius Pilatus og Kristus har fået Mesteren til at brænde sit manuskript i fortvivlelse og til at afvise Margarita, hans beundrer og partner.
Den første del af romanen indeholder satiriske beskriveler af Massolit og Griboedovs hus, samt en beskrivelse af Satans magiske forestilling på varieteteatret, hvis publikum består af den nye elite, der under forestillingen viser sin grådighed, forfængelighed og naivitet. Romanen beskriver også, hvorledes Woland med sit følge indtager Berlioz' lejlighed efter Berlioz' død.
I romanens anden del introduceres Margarita, Mesterens elskerinde, der ikke deler Mesterens fortvivlelse over sit arbejde. Azazello giver hende en magisk hudcreme inviterer hende til Djævelens midnatsbal, hvor Woland giver hende chancen for at blive en heks. Margarita træder ind i nattens rige og lærer at flyve og at kontrollere hendes frigjorte lyster. Hendes stuepige, Natasja, drager med hende, mens de flyver over USSR's store skove og floder. Hun vender tilbage til Moskva med Azazello som værtinde ved Satans forårsbal, hvor hun ved Korovjevs byder historiske personer velkommen i takt med, at de ankommer fra Helvede. Margarita udstår prøvelsen, og Satan tilbyder at imødekomme hendes dybeste ønske. Margarita beder Satan om at udfri en kvinde, som Margarita har mødt ved ballet, fra kvindens evige straf. Kvinden, der var blevet voldtaget, havde myrdet sit barn; hendes straf var at vågne hver morgen ved siden af det lommetørklæde, hun brugte til at kvæle det. Satan fortæller Margarita, at hun har befriet kvinden, og at Margarita stadig har et ønske. Hun beder om at få Mesteren udleveret til hende, og han dukker op, fortumlet og tænker, at han stadig er på det psykiatriske hospital. De bliver returneret til kælderlejligheden, som havde været deres kærlighedsrede.
Apostelen Matthæus bringer dommen til Woland: Det forenede par sendes til efterlivet. Azazello bringer dem en gave fra Woland: en flaske med Pontius Pilatus' (forgiftede) vin. Mesteren og Margarita dør og Azazello bringer deres sjæle til Satan og hans følge, der venter på dem på hesteryg på et tag i Moskva, og de flyver væk ud i det ukendte og forlader Jorden på en rejse ind det det mørke kosmos. Mesteren og Margarita vil leve i evigheden i et skyggefuldt, behageligt område, der minder om Dante Alighieri's Limbo, i et hus under blomstrende kirsebærtræer.
Woland og sit følge, herunder Mesteren og Margarita bliver ånder. Myndighederne i Moskva forklarer de besynderlige begivenheden med massehysteri og hypnose. I romanens sidste kapitel beder Woland Mesteren om at skrive sin roman om Pontius Pilatus, der for sin svaghed er dømt til limbo i en evighed. Mesteren råber "Du er fri! Han venter på dig!", og Pontius Pilatus befries og går og konverserer med Jeshua, hvis ånd og filosofi, han altid har beundret. Moskva er nu fredelig, selvom nogle beboere oplever uro ved hver fuldmåne i maj. Ivan Ponyrev bliver professor i filosofi, men opgiver at skrive poesi.

## Kulturel betydning og indflydelse

### Museer
Der er to museer i Moskva, der er knyttet til Mikhail Bulgakov og romanen. De to museer er konkurrenter: Det officielle M.A. Bulgakov museum og Museet - Teater "Bulgakov-huset". Begge er beliggende i ejendommen på Bolsjaja Sadovaja-gaden nr. 10 i Moskva. Bygningen blev fra slutningen af 1980'erne samlingssted for mange fans af Bulgakov og satanistiske grupper, der over årene fyldte murene med graffiti. De bedste graffiti-malerier blev bevaret, når murene blev malet over, så der var flere lag af maling på bygningen. I 2003 blev murene dog malet over fuldstændigt.
I lejlighed nr. 50 på fjerde sal er indrettet Museum M.A. Bulgakov (Музей М А. Булгаков). Museet er statsligt ejet og blev grundlagt i marts 2007. "Bulgakov-huset" (Музей – театр "Булгаковский Дом") er placeret i bygningens stueplan og åbnede på privat initiativ i maj 2004. Begge indeholder personlige ejendele, fotos relateret til Bulgakovs liv og arbejder og afholder forskellige litterære arrangementer. Bulgakov-huset organiserer ture til "Bulgakovs Moskva" og driver Teatret M.A. Bulgakov og en café.

### Musik
Hundredvis af komponister, bands, sangere og sangskrivere har været inspireret af Mesteren og Margarita og omkring 250 sange eller musikstykker er knyttet til romanen.

#### Rockmusik
Mere end 35 rockbands og artister, herunder The Rolling Stones, Patti Smith, Franz Ferdinand og Pearl Jam, er inspireret af romanen.
- Mick Jagger fra The Rolling Stones var inspireret af romanen, da han skrev teksten til sangen "Sympathy for the Devil".[19][20]
- Grungebandet Pearl Jam var inspireret af romanens konfrontation mellem Jeshua Ha-Nozri og Pontius Pilatus i deres sang "Pilate" på deres album Yield fra 1998.[21][22]
- Det canadiske band The Tea Party har indspillet en sang med titlen "The Master and Margarita".[23]
- Titelsangen på Patti Smiths album Banga refererer til Pontius Pilatus og hans hund Banga som beskrevet i Mesteren og Margarita.[24]
- Thåström har indspillet “Mästaren o en iskall Margarita”, der er udgivet på det selvbetitlede album fra 1989.

#### Opera og musicals
Mere end 15 komponister, herunder York Höller, Aleksandr Gradskij og Sergej Slonimskij, har komponeret operaer og musicals over temaet i Mesteren og Margarita.
Den sovjetrussiske komponist Sergej Slonimskij færdiggjorde i 1972 en opera i tre akter, men fik ikke tilladelse til at opføre værket. Operaen blev først opført i Moskva den 20. maj 1989. Værket blev opført i Vesten første gang i 2000 i Hanover i Tyskland. Den tyske komponist York Höllers opera Der Meister und Margarita blev opført første gang i 1989 på Paris Opéra og udgivet på CD i 2000.
Andrew Lloyd Webber oplyste i 2006, at han ville sætte en musical op baseret på romanen, men senere blev det oplyst, at han havde opgivet idéen. Den russiske sanger og komponist Aleksandr Gradskij har udgivet en 4-dobbelt CD med en opera baseret på romanen.

### Teater og ballet
Mesteren og Margarita er blevet opført som teaterstykke på mere end 500 teatre over hele verden. En samlet liste over disse forestillinger kan ses på websitet Master & Margarita. Stykket blev opført som teater første gang i Polen, hvor stykket spillede i årene 1971-1977. Det var dog ikke muligt for de polske teatre at vise stykket under titlen Mesteren og Margarita, og stykket spillede derfor under navne som Sort magi og dens afsløring (Kraków, 1971), Sort Magi (Katowice, 1973), Har De set Pontius Pilatus? (Wrocław, 1974) og Patienter (Wroclaw, 1976). Stykket blev opført første gang i USSR i 1977 på teatret Teganka i Moskva. Et svensk udgave blev opført på Dramaten i Stockholm i 1982 instrueret af Peter Luckhaus med bl.a. Rolf Skoglund, Margaretha Byström, Jan Blomberg, Ernst-Hugo Järegård og Stellan Skarsgård på rollelisten. I Danmark har Aarhus Teater sat stykket op i 2010.
Romanen er endvidere opført som ballet flere gange, bl.a. i en opsætning af Opera og Ballet teatret i Perm i 2003 og ved Ukraines Nationalopera i Kijev. Den russisk Bolsjojballet opførte i 2021 en ballet baseret på romanen med musik af Alfred Schnittke og Milko Lazar.

### Film og tv
Flere filmskabere har forsøgt at filmatisere Mesteren og Margarita, men ikke alle planer er blevet realiseret. Eldar Rjazanov søgte i 1985 om tilladelse fra kommunistpartiets centralkomité, men fik afslag. Den sovjetiske instruktør Vladimir Naumov forsøgte under perestrojka sammen med sin kollega Aleksandr Alov at filmatisere romanen, og fik tilladelse fra Elena Sergeevna Bulgakova. Han drømte imidlertid, at Elena Bulgakova kom til ham i en drøm og fortalte, at filmen ikke ville blive til noget, hvorefter han opgav projektet. Det blev overtaget af Elem Klimov, der arbejdede på et manuskript over romanen, men som ikke kunne skaffe finansiering til projektet.
Den første filmatisering af dele af romanen blev udgivet i 1970, da finsk tv, YLE, i serien Teatterituokio ("Teaterklasse") bad den finske instruktør Seppo Wallin om at instruere tv-filmen Pilatus baseret på de bibelske dele af romanen. Næste filmatisering blev udgivet i 1972; den tyske film Pilatus und andere produceret af ZDF og instrueret af den polske instruktør Andrzej Wajda. Filmen blev vist ved Filmfestivalen i Berlin i 2006, da Wajda modtog en æres-guldbjørn. Senere i 1972 udkom en italiensk-jugoslavisk film, Mesteren og Margarita instrueret af Aleksandar Petrović, løst baseret på romanens handling i Moskva. En polsk tv-serie i fire dele, Mistrz i Małgorzata blev udgivet i 1988 med filmatisering af handlingen i Moskva og Jerusalem.
Instruktøren Roman Polanski blev i 1989 af Warner Bros. anmodet om at skrive et manuskript til en filmatisering af romanen og instruere filmen. Projektet blev dog opgivet af Warner Bros. grundet bekymring om økonomien, idet Warner ikke længere anså temaet for relevant efter murens fald og Sovjetunionens sammenbrud. Polanski har kaldt manuskriptet det bedste han har skrevet.
I 1994 instruerede den russiske instruktør Jurij Kara en filmatisering af romanen, Master i Margarita. Rollelisten består af kendte russiske skuespillere og med musik af den kendte russiske komponist Alfred Schnittke, men filmen blev ikke udgivet, grundet uenighed om rettighederne til romanen. Filmen blev i 2006 udsendt på DVD, og fik biografpremiere i 2011.
Romanen har også flere gange dannet grundlag for tv-film, bl.a. den polske instruktør Maciej Wojtyszkos mini-serie i fire dele Mistrz i Małgorzata fra 1988 og en russisk tv-version fra 1989, hvor teaterstykket dannede grundlaget. I 2005 instruerede den russiske instruktør Vladimir Bortko, kendt for sine tv-produktioner af Bulgakovs En hunds hjerte og Dostojevskijs Idioten, en tv-serie i 10 episoder, Master i Margarita med bl.a. Aleksandr Galibin som Master, Anna Kovaltsjuk som Margarita, Oleg Basilasjvili som Woland, Aleksandr Abdulov som Korovev og Kirill Lavrov som Pontius Pilatus. Balletten indgår endvidere som en central del af balletfilmen Fuete (da.: Fouetté) fra 1986.
Udover de anførte er der andre filmatiseringer, tv-produktioner, animationsfilm, radiospil m.v.